# Parku Rinia
Il Parku Rinia (in italiano Parco della Gioventù) è un parco pubblico che si trova nel centro di Tirana, in Albania. Il parco si trova a circa 500 metri da piazza Scanderbeg e copre un'area di 29 ettari, confinando a sud con il Boulevard Dëshmorët e Kombit.

## Storia
I primi piani per la realizzazione di un parco cittadino nell'area risalgono all'inizio degli anni '30 ma venne costruito solo nel 1950, in piena era comunista, come parte di un progetto di sviluppo urbano dopo la seconda guerra mondiale. Proprio perché si trovava di fronte al quartiere comunista dall'altra parte del fiume Lana, iniziò a chiamarsi ironicamente Taiwan come l'omonimo stato insulare che si trova davanti la Cina comunista.
All'inizio il parco Rinia era un piacevole parco familiare ed uno spazio relativamente libero per i giovani di Tirana. Nel 1991, dopo la fine del comunismo, intorno al parco sorsero diversi edifici abusivi e il parco divenne famoso come luogo di ritrovo per i boss della malavita di Tirana. Nella primavera del 2020 sono stati eseguiti ampi lavori di ristrutturazione del parco che hanno portato alla demolizione di 130 edifici e alla costruzione di un piccolo palco con posti a sedere, un recinto per cani, nuove aree gioco per bambini e tavoli da scacchi. 

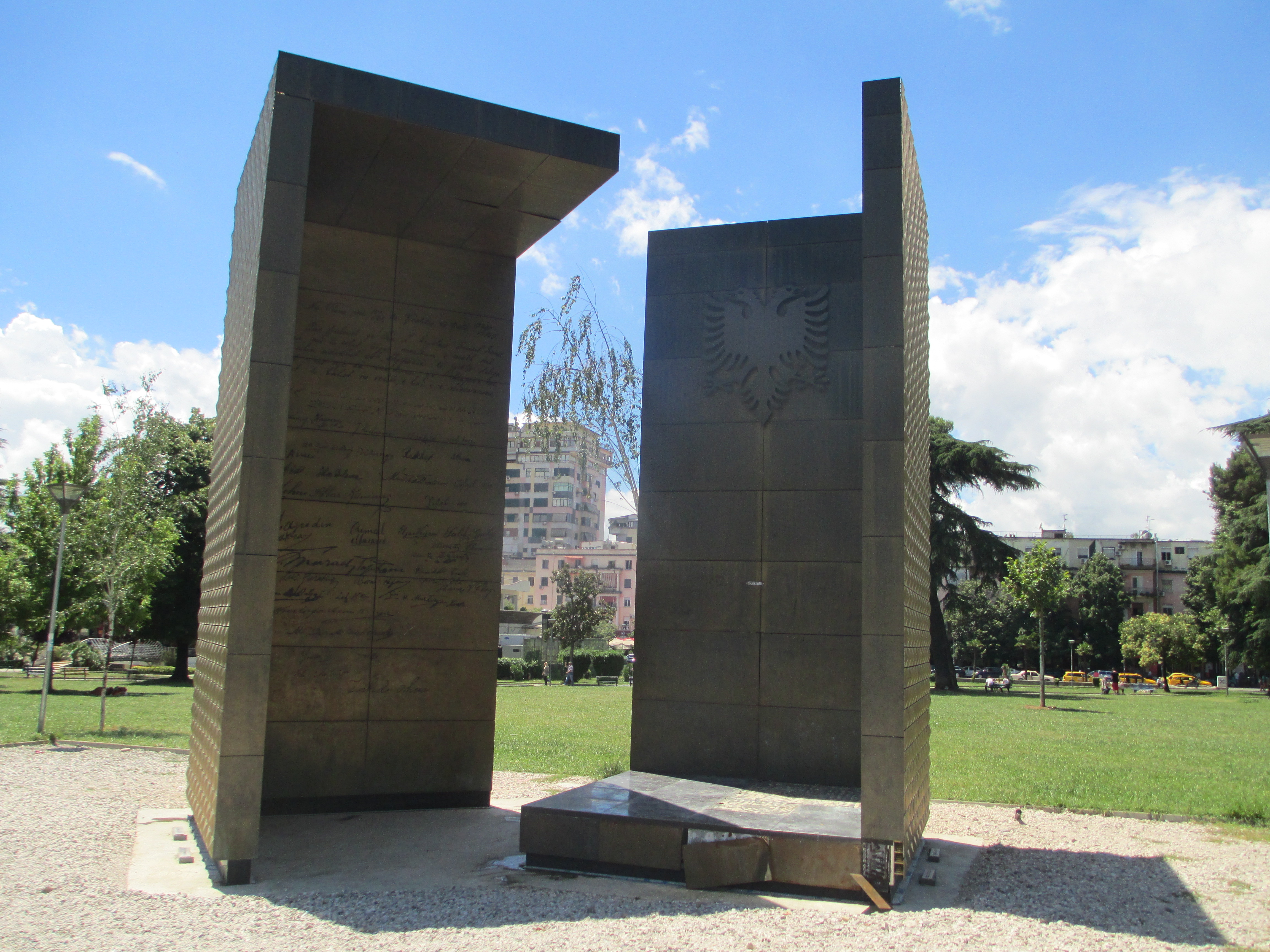
Monumento del centenario dell'indipendenza dell'Albania

Il 28 novembre 2012, in occasione del 100º anniversario della dichiarazione di indipendenza della Repubblica d'Albania, nel parco è stato inaugurato un monumento in onore dell'anniversario.